# Cystoderma fallax
Cystoderma fallax är en svampart som beskrevs av A.H. Sm. & Singer 1945. Cystoderma fallax ingår i släktet Cystoderma och familjen Agaricaceae.   Inga underarter finns listade i Catalogue of Life.